# تاريخ تايلاند

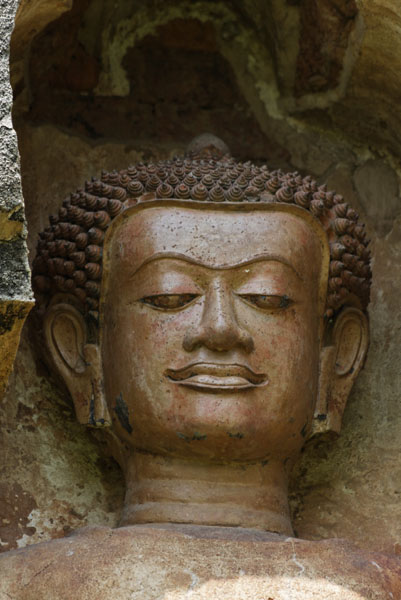

انتقل التايلانديين من وطنهم الأصلي في جنوب الصين إلى جنوب شرق آسيا في حوالي القرن العاشر الميلادي. قبل ذلك، حكمت الممالك الهندية مثل مون والخمير والممالك الملاوية المنطقة. أنشأ التايلانديين دولهم بدءًا من سوخوثاي وتشيانغ ساين وتشيانغ ماي ومملكة لانا ومن ثم مملكة أثوياها. خاضت هذه الممالك حروب ضد بعضها البعض، وكانت تحت التهديد المستمر من قبل بورما، والخمير، وفيتنام. وفي وقت لاحق لهذا العصر بكثير، هددت القوى الاستعمارية الأوروبية المنطقة في القرن التاسع عشر وبدايات القرن العشرين، ولكن تايلاند نجت من تلك القوى الاستعمارية لتعد بذلك الدولة الوحيدة في جنوب شرق آسيا التي تتجنب الحكم الاستعماري. وبعد نهاية الحكم الملكي المطلق في عام 1932، عانت تايلاند لمدة ستين عامًا من الحكم العسكري قبل إقامة نظام ديمقراطي بحكومة منتخبة.